# Francisco Gómez de Llano
Francisco Gómez de Llano (Madrid, 22 d'octubre de 1896 – Madrid, 31 d'octubre de 1970) va ser Ministre d'Hisenda i polític franquista.

## Període 1896-1939
Va cursar estudis de Dret en la Universitat Central i va obtenir la seva llicenciatura en 1917. El 1921 va ingressar per oposició en el cos d'advocats de l'Estat. Durant la dictadura de Primo de Rivera va ser membre de l'Assessoria del Consell d'Economia Nacional i del Ministeri d'Agricultura. Detingut a Madrid en esclatar la Guerra Civil, va aconseguir evadir-se i es va refugiar en l'ambaixada de Noruega, on va romandre fins al final del conflicte.

## Franquisme
Acabada la guerra es va reincorporar a l'Administració, i va ser sotsdirector general del Contenciós fins a 1942, quan Joaquín Benjumea Burín, ministre d'Hisenda, el va nomenar director general d'aquest departament, càrrec que va ocupar durant nou anys, tant temps com Benjumea va ser ministre. En la crisi ministerial del 18 de juliol de 1951, Gómez de Llano substituí Benjumea en la cartera d'Hisenda. El seu nom va ser suggerit a Franco per l'almirall Luis Carrero Blanco, en una llista en la qual també figuraven, entre d'altres, José Larraz López, Demetrio Carceller Segura o Manuel de Torres. Gómez de Llano va portar amb ell a la sotssecretaria del Ministeri Santiago Basanta y Silva, qui des de 1942 fou sotsdirector general del Contenciós.
Gómez de Llano va defensar des del Ministeri d'Hisenda el paradigma financer clàssic de l'equilibri pressupostari i, de fet, mitjançant una política de contenció de la despesa pública, combinada amb lleus millores en la recaptació, va aconseguir que el pressupost estatal se saldés amb superàvit entre 1952 i 1957. En l'àmbit de les polítiques tributàries, el seu principal objectiu va ser la persecució del frau fiscal. A aquest efecte va promoure en 1952 sengles lleis sobre contraban i defraudació, i inspecció de tributs. No obstant això, a mitjà termini ambdues disposicions van demostrar la seva ineficàcia a causa de l'escassetat de mitjans de l'Administració fiscal i a la falta de voluntat política per combatre el frau tributari.
Durant el seu mandat, les Corts van aprovar en 1954 una reforma de la contribució sobre la renda que va donar motiu a una dura batalla entre dos sectors polítics i financers. Amb la finalitat de modificar aquesta contribució, Gómez de Llano va buscar assessorament en la Facultat de Ciències Polítiques i Econòmiques de la Universitat Central. Dos professors van col·laborar amb el ministre al llarg del seu mandat: José María Naharro Mora, cap del gabinet tècnic del Ministeri d'Hisenda fins al 22 de juliol de 1954, i Manuel de Torres, que no va tenir relació contractual amb el Ministeri, però que substituí Naharro com a assessor.
El relleu de Naharro Mora per Manuel de Torres va marcar un canvi d'orientació en els treballs de reforma de la contribució sobre la renda. Naharro Mora, amb el suport de la banca pública i privada, pretenia augmentar les exempcions d'aquesta contribució per impulsar l'estalvi i la inversió. Per contra, Manuel de Torres, auxiliat per un equip de joves economistes -entre els quals figuraven Juan Velarde Fuertes, Enrique Fuentes Quintana i César Albiñana García-Quintana- i amb el suport d'un sector de la Falange i pel diari Arriba, volia convertir la contribució en un instrument fiscal redistribuïdor de la renda, augmentant el gravamen sobre les majors fortunes i reduint el nombre d'exempcions. La batalla es va saldar amb la successió de diferents equips d'assessors en el Ministeri, l'elaboració de diversos esborranys i avantprojectes de llei, el pas per les Corts de dos projectes de llei contradictoris de reforma de la contribució sobre la renda en 1953 i 1954 i un permanent diluvi de crítiques cap al ministre d'Hisenda cada vegada que s'inclinava per un dels bàndols en lliça. Va ser Manuel de Torres qui va inspirar la nova llei de la contribució sobre la renda, aprovada al desembre de 1954. La virulència del conflicte va desgastar a Gómez de Llano, que des de mitjan 1956 va sol·licitar a Franco el seu cessament en diverses ocasions.
Va ser un dels més ferms opositors dins del Consell de Ministres als avantprojectes de reforma de les lleis fonamentals, d'orientació falangista, que va elaborar en 1956 l'Institut d'Estudis Polítics i que va defensar al govern José Luis Arrese, ministre-secretari General del Moviment. Gómez de Llano va arribar a sostenir que guardaven “certa semblança amb els sistemes polítics de països que avui manquen de les més mínimes llibertats humanes, com ocorre en l'Europa situada més enllà del teló d'acer”. En la crisi ministerial del 25 de febrer de 1957, Mariano Navarro Rubio remplazó a Gómez de Llano en la cartera d'Hisenda.

## Darrers anys
Després de la seva sortida del govern, Gómez de Llano va ser nomenat del Banc Hipotecari d'Espanya, càrrec en el qual va cessar en depassar l'edat reglamentària. També va ser ambaixador d'Espanya a la Santa Seu a Roma.
Casat amb Luisa Pellón i de Velasco, natural de Villacarrillo (Jaén), lloc que va freqüentar i on la seva esposa posseïa una finca anomenada Herrera. Va morir el 31 d'octubre de 1970 i no va tenir descendència.